# Rybonukleazy
Rybonukleazy, RN-azy – enzymy, z klasy hydrolaz (podklasa nukleazy), dzielące cząsteczki RNA na krótsze łańcuchy lub pojedyncze nukleotydy przez hydrolizę wiązań fosfodiestrowych. Należą do enzymów trawiennych pochodzenia trzustkowego.
Endorybonukleazy dzielą cząsteczki RNA pośrodku łańcucha, egzorybonukleazy odłączają nukleotydy od 3' lub 5' końca RNA.
Rybonukleaza A składa się z pojedynczego łańcucha polipeptydowego (124 reszty aminokwasowe) zwiniętego głównie w B-harmonijkę i jest stabilizowana czterema mostkami dwusiarczkowymi.

## Klasyfikacja

### Endorybonukleazy
- EC 3.1.26.5:  RN-aza P
- EC 3.1.26.4:  RN-aza H
- EC 3.1.26.3:  RN-aza III
- EC 3.1.27.3:  RN-aza T1
- EC 3.1.27.1:  RN-aza T2
- EC 3.1.27.4:  RN-aza U2
- EC 3.1.27.8:  RN-aza V1
- EC 3.1.       RN-aza I
- EC 3.1.:   RN-aza L
- EC 3.1.:   RN-aza PhyM
- EC 3.1.27.8:  RN-aza V

### Egzorybonukleazy
- EC 2.7.7.8:   PNP-aza
- EC 2.7.7.56:  RN-aza PH
- EC 3.1.??:  RN-aza II
- EC 3.1.??:  RN-aza R
- EC 3.1.13.5:  RN-aza D
- EC 3.1.:  RN-aza T
- EC 3.1.13.3:  oligorybonukleaza
- EC 3.1.11.1:  egzorybonukleaza I
- EC 3.1.13.1:  egzorybonukleaza II